# 艾瑞克·貝福
艾瑞克·索爾特·貝福（英語：Eric Salter Balfour，1977年4月24日—），美國男演員及歌手。著名作品如電視劇《24小時反恐任務》（2001年至2002年、2007年）、《瓦萊蒙》（2009年）和《異天堂》（2010年至2015年）。2010年於科幻片《天際浩劫》中擔任主演。

## 早年
貝福出生於加利福尼亞州洛杉磯，婚姻家庭諮詢師莎朗（Sharon，娘家姓索爾特）與按摩師大衛·貝福（David Balfour）的兒子。他有一名妹妹Tori。貝福的家人是猶太人。

## 私生活
貝福與時裝設計師艾琳·恰穆隆（Erin Chiamulon）經歷了五年的交往後結婚，2015年5月30日兩人的婚禮在太平洋帕利塞德舉行。

## 外部連結
- 艾瑞克·貝福在互联网电影资料库（IMDb）上的資料（英文）
- 在AllMovie上艾瑞克·貝福的頁面（英文）